# Lijst van vormen van toerisme
Er volgt hieronder een lijst van de verschillende vormen van toerisme. Toerisme is het reizen met een recreatieve of zakelijke bedoeling.
- Agrotoerisme: toerisme naar het platteland om daar te recreëren. Tijdens deze vorm van recreatie probeert de toerist de authentieke sfeer van het platteland te beleven.[1]
- Audiotoerisme: reizen aan de hand van audiotours en andere door audio geleide vormen van toerisme, zoals audioreisboeken en musea bezoeken aan de hand van hoofdtelefoons.
- Avontuurtoerisme: toeristische reis in ruige gebieden of gericht op avontuurlijke sporten, zoals alpinisme.
- Bedevaartstoerisme: bedevaarten naar heilige plaatsen (zoals Bethlehem, Jeruzalem, Rome, Santiago de Compostella, Mekka, Scherpenheuvel) of andere heiligdommen of tempels.
- Bergtoerisme: toerisme gericht op activiteiten in de bergen, zoals alpinisme en bergwandelen.
- Bermtoerisme: fenomeen dat begin jaren zestig ontstond, waarbij mensen hun auto parkeerden langs de snelweg en daar picknickten.
- Boekhandeltoerisme is toerisme dat er op is gericht onafhankelijke boekhandels te steunen door hen als reisbestemming aan te bevelen.
- Cruisetoerisme : reizen waarbij verschillende havens worden aangedaan door grote schepen, speciaal uitgerust voor een langer verblijf.
- Cultuurtoerisme: bezoek brengen aan historische of anderszins uit cultureel oogpunt interessante plaatsen zoals steden als Amsterdam, Barcelona, Berlijn, Brugge, Dubrovnik, Istanboel, Kaapstad, Kathmandu, Londen, New York, Parijs, Praag, Peking, Rome, Rio de Janeiro,  Buenos Aires en Venetië, cultureel erfgoed, musea of concerten.
- Duister toerisme (Engels: Dark tourism): reizen naar plaatsen die met de dood of lijden worden geassocieerd, zoals naar Tsjernobyl. Het eerste toeristenagentschap voor dit soort toerisme begon met reizen naar Lakehurst, New Jersey, de locatie van de Hindenburg-luchtschipramp.
- Drugstoerisme: reis naar een land om drugs te verkrijgen of om ze legaal of illegaal te gebruiken. Ook wordt er gezocht naar manieren om drugs mee terug naar het land van herkomst te brengen.
- Duiktoerisme: reis naar een duikgebied.
- Duurzaam toerisme: toerisme dat erop gericht is geen onacceptabele veranderingen te veroorzaken in het fysieke milieu en de kwaliteit van de bestemming te behouden.
- Ecotoerisme: kleinschalig toerisme naar ongerepte natuurgebieden met als motivatie natuur- en milieu-educatie. De natuurlijke en sociaal-culturele bronnen van de bestemming mogen daarbij niet onherstelbaar beschadigd worden.
- Erfgoedtoerisme (Engels: Heritage Tourism): het bezoeken van historisch interessante plaatsen, zoals oude steden en dorpen, paleizen, kastelen en landhuizen, religieuze bouwwerken, kanalen, spoorwegen, slagvelden, enz.
- Extreem toerisme: toerisme dat aan hoge risico's gebonden is.
- Genealogietoerisme: toerisme waarbij de reizigers meer over hun voorgeslacht willen weten, geboorteplaatsen van hun voorvaderen willen bezoeken en/of verre familie trachten te ontmoeten.
- Golftoerisme: toerisme waar het golfen centraal staat.
- Grenstoerisme: een reis naar een buurland met als doel een goed of dienst te consumeren of te kopen dat in het eigen land moeilijker verkrijgbaar, duur of illegaal is. Voorbeelden zijn tanken in Luxemburg en het consumeren van in eigen land verboden alcoholische dranken door Saoedi's in liberalere buurlanden.
- Gezondheidstoerisme: toerisme dat is bedoeld om aan de haast en drukte van steden of spanning te ontsnappen, soms door te zonnebaden, maar vaker door gebruik te maken van zogenaamde "Spa's" of "Health Spas"
- Goktoerisme: toerisme naar steden als Atlantic City, Las Vegas, Palm Springs, Macau, Monte Carlo casino's en andere gokgelegenheden.
- Groepsreis: reizen in een groep, bijvoorbeeld met een touringcar
- Hobbytoerisme: toerisme vanwege een hobby, om anderen met gelijklopende interesses te ontmoeten, of iets rond de hobby te ervaren.
- Jongerentoerisme: toerisme door jongeren.
- Kusttoerisme: toerisme richting kustgebieden, met als variant strandtoerisme.
- Massatoerisme: toerisme in populaire plaatsen, waar velen naartoe gaan.
- Medisch toerisme: toerisme met het oog op medische zorg, zoals
  - Voor wat in eigen land onwettig is, bv. abortus of euthanasie.
  - Voor geavanceerde zorg die niet beschikbaar is in eigen land.
  - Voor het geval dat er (te) lange wachtlijsten zijn in eigen land.
  - Voor gebruik van vrije of goedkope gezondheidszorgorganisaties.
- Natuurtoerisme: toerisme naar natuurgebieden en Nationale Parken.
- Oorlogstoerisme: toerisme naar oorlogsgebieden met daarbij behorende musea, begraafplaatsen, monumenten; een bekend voorbeeld is Normandië waar de landingen op D-Day plaatsvonden.
- Plattelandstoerisme: toerisme op het platteland met verblijf op boerderijen ("hoevetoerisme", kamperen bij de boer), daarmee de lokale landbouweconomie ondersteunend.
- Ramptoerisme: toerisme naar een rampgebied.
- Rugzaktoerisme: toerisme waarbij de toerist soms voor langere tijd met een rugzak de wereld intrekt.
- Ruimtetoerisme: reizen naar de ruimte.
- Safaritoerisme: jacht- of foto- en filmexpeditie door bijvoorbeeld de Afrikaanse of  Zuid-Amerikaanse wildernis.
- Sekstoerisme: toerisme gericht op seksuele activiteiten, bijvoorbeeld naar clubs of campings waar aan partnerruil wordt gedaan, of naar prostitutiegebieden.
- Sociaal toerisme: betaalbare vakanties voor iedereen
- Skitoerisme: toerisme waarbij vormen van wintersport zoals skiën, snowboarden of langlaufen centraal staan.
- Solo-reizen: alleen reizen (zonder reispartners).
- Sporttoerisme: toerisme gericht op beoefenen van sporten als skiën, golfen en duiken of het bezoeken van sportevenementen.
- Tuintoerisme: het bezoeken van historische, botanische of anderszins belangwekkende tuinen of parken.
- Vacilando: reizen waarbij het reizen zelf belangrijker is dan de bestemming.
- Virtueel toerisme (Engels: Armchairtourism): niet fysiek reizen, maar onderzoekend de wereld door Internet, boeken en TV verkennen.
- Wijntoerisme: het bezoeken van plaatsen waar men druiven kweekt, waar wijngaarden, wijnmakerijen, wijnproeverijen, wijnfestivals of gelijkaardige gelegenheden zijn.
- Zakelijk toerisme: reizen met een zakelijk doel, waaronder teambuildingweekenden en congrestoerisme.